# Демонте
Демонте (італ. Demonte, п'єм. Demont) — муніципалітет в Італії, у регіоні П'ємонт,  провінція Кунео.
Демонте розташоване на відстані близько 500 км на північний захід від Рима, 90 км на південь від Турина, 22 км на захід від Кунео.

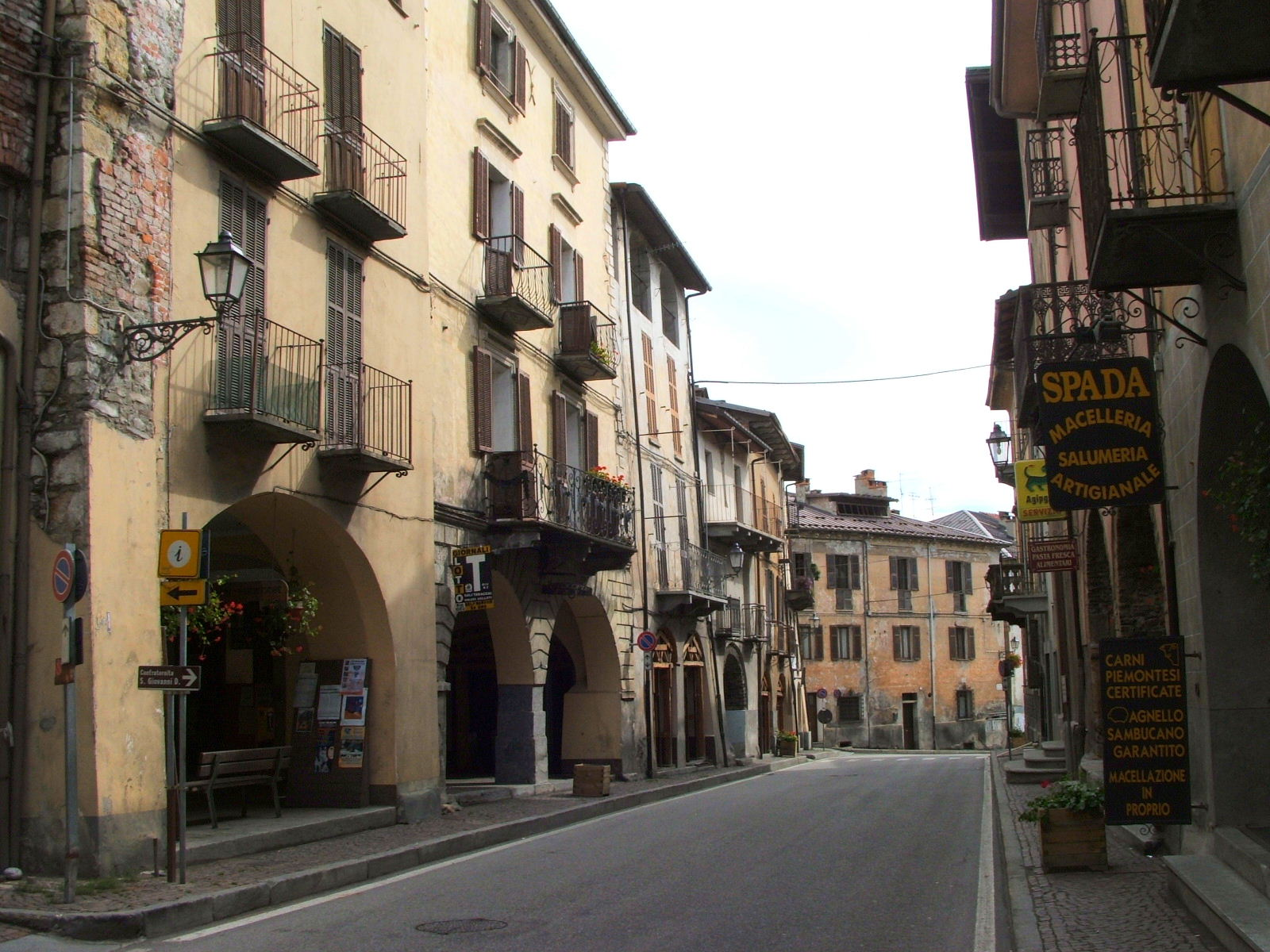

Населення — 2003 особи (2014).
Покровитель — San Donato.

## Демографія
Населення за роками:

Станом на 1 січня 2023 року в муніципалітеті офіційно проживало 130 іноземців з 31 країни, серед них 54 громадяни країн Євросоюзу та 7 громадян України.

## Уродженці
- П'єр Моска (*1945) — французький футболіст, захисник, захисник, згодом — футбольний тренер.

## Сусідні муніципалітети
- Айзоне
- Кастельманьо
- Мармора
- Моїола
- Монтероссо-Грана
- Прадлевес
- Самбуко
- Вальдієрі
- Валлоріате
- Вінадіо